# Gertrudów
Gertrudów – wieś w Polsce, położona w województwie łódzkim, w powiecie radomszczańskim, w gminie Gomunice.
| SIMC    | Nazwa     | Rodzaj    |
| ------- | --------- | --------- |
| 0539526 | Zygmuntów | część wsi |

W latach 1975–1998 miejscowość administracyjnie należała do województwa piotrkowskiego.